# Мирный (Шелковской район)
Ми́рный (чечен. Мирни) — посёлок в Шелковском районе Чеченской Республики. Входит в Сары-Суйское сельское поселение.

## География
Расположен восточнее оросительного канала Сулла-Чубутла.
Ближайшие населённые пункты: на севере — село Сары-Су и посёлок Восход, на юго-востоке — станицы Каргалинская и Дубовская, на востоке — станица Бороздиновская.

## Население
| 1990 | 2010 |
| ---- | ---- |
| 259  | ↘226 |

На 1 января 1990 года в посёлке Мирном Сары-Суйского сельсовета (в который также входили село Сары-Су и аул Кыстрлган) было 259 человек наличного населения.
Национальный состав
По данным Всероссийской переписи населения 2010 года:
| Народ   | Численность, чел. | Доля от всего населения, % |
| ------- | ----------------- | -------------------------- |
| ногайцы | 201               | 88,9 %                     |
| чеченцы | 25                | 11,1 %                     |
| всего   | 226               | 100 %                      |